# Johann Caspar Bauer
Johann Caspar Bauer (* 19. September 1802 in Weichtungen; † 12. Juli 1882 in Frankfurt am Main) war ein deutscher Kaufmann und Politiker (Deutsche Fortschrittspartei) der Freien Stadt Frankfurt.
Bauer war Kaufmann in Frankfurt am Main. Er war Miteigentümer der Firma Bauer, Selbach & Co., einem Hersteller von Seidebändern. Daneben war er Teilhaber der Brauerei J.H. Bauer. Von 1861 bis 1866 war er Mitglied der Frankfurter Handelskammer.
Nach der Märzrevolution wurde er am 24. August 1848 in den dreißigköpfigen Verfassungsausschuss der Stadt gewählt, bei der folgenden Wahl am 25. Oktober 1848 wurde er in die Constituierende Versammlung der Freien Stadt Frankfurt gewählt. Er gehörte dem Gesetzgebenden Körper 1846 und 1850 bis 1866 an. 1861 bis 1866 gehörte er der Ständigen Bürgerrepräsentation an. 1861 bis 1866 war er Mitglied des Stadtrechnungsrevisionskolleg. Nach der Annexion der Freien Stadt Frankfurt durch Preußen 1866 gehörte er der Stadtverordnetenversammlung von Frankfurt an.